# Erik Sandin
Erik Sandin   (29 de juliol de 1966) és un músic estatunidenc i el bateria del grup NOFX, a més de constructor de taules de surf.

## Trajectòria
Dos anys després de formar NOFX a Hollywood el 1983, es va traslladar a Santa Bàrbara, deixant la banda. En només un any sense Sandin, la banda ja havia tingut dos bateries (Scott Sellers i Scott Aldahl) i el 1986 el grup va convèncer Sandin perquè s'hi reincorporés.
Ha tocat la bateria a tots els àlbums de llarga durada i EP de NOFX publicats, inclòs l'àlbum en directe del 2007 They've Actually Gotten Worse Live!. La banda Dogpiss va incloure una cançó sobre ell titulada «Erik Sandin's Stand In» a l'àlbum recopilatori de Fat Wreck Chords Short Music for Short People.
Abans de l'enregistrament de l'àlbum de 1992 White Trash, Two Heebs and a Bean, el líder de NOFX, Fat Mike, va donar un ultimàtum a Sandin: o deixava l'heroïna o seria substituït. Després d'adonar-se que NOFX era més important a la seva vida i amb l'ajuda de Brett Gurewitz i Lynn Strait, Sandin va entrar a rehabilitació a The Ranch de Desert Hot Springs per a tractar la seva addicció.

## Àlies
- Erik Ghint (Arrogant) - White Trash, Two Heebs And A Bean
- Erik Shun (Erection) - S&amp;M Airlines
- Groggy Nodbeggar - Ribbed
- Chris Telmeth (Crystal meth)
- Herb Reath Stinks (Her breath stinks) - Punk in drublic
- Seymour Butts (See more butts) - The Longest Line EP
- Smelly - So Long and Thanks for All the Shoes, The War on Errorism, Coaster

## Discografia
- 1988: Liberal Animation
- 1989: S&amp;M Airlines
- 1991: Ribbed
- 1992: The Longest Line
- 1992: Maximum Rocknroll
- 1992: White Trash, Two Heebs and a Bean
- 1994: Punk in drublic
- 1995: I Heard They Suck Live!!
- 1996: Heavy Petting Zoo
- 1997: So Long and Thanks for All the Shoes
- 1999: The Decline
- 2000: Pump Up the Valuum
- 2002: 45 or 46 Songs That Weren't Good Enough To Go On Our Other Records
- 2003: The War on Errorism
- 2006: Wolves in Wolves' Clothing
- 2007: They've Actually Gotten Worse Live!
- 2009: Coaster
- 2009: Cokie the Clown
- 2011: NOFX
- 2012: Self Entitled
- 2016: First Ditch Effort
- 2021: Single Album
- 2022: Double Album